# Trichotopteryx tropica
Trichotopteryx tropica là một loài ruồi trong họ Tachinidae.